# والری فلمینگ
والری فلمینگ (انگلیسی: Valerie Fleming؛ زادهٔ december ۱۸, ۱۹۷۶ (۴۸ سال)) ورزشکار بابسلد اهل ایالات متحده آمریکا است.
وی در مسابقات کشوری و بین‌المللی در مجموع برندهٔ ۲ مدال نقره، ۳ مدال برنز شده‌است.